# 花岡駅 (秋田県)
花岡駅（はなおかえき）は、かつて秋田県大館市花岡町堤沢にあった同和鉱業花岡線の駅（廃駅）である。

## 歴史
- 1916年（大正5年）1月26日：小坂鉄道による大館駅 - 花岡駅間の開業に伴い北秋田郡花岡村に開業[1]。
- 1951年（昭和26年）9月：駅舎改築完工[2]。
- 1958年（昭和33年）2月1日：小坂鉄道が同和鉱業へ合併、同社の駅となる[3]。
- 1985年（昭和60年）4月1日：花岡線の路線廃止に伴い廃駅[3]。

## 駅構造
単式ホーム1面1線および側線を有する地上駅であった。また、当駅より花岡鉱山への貨物支線が延びていた。

## 駅周辺
当駅駅前には鉱山病院や公園などがあった。
- 卯根倉鉱業
- 大館市立花岡体育館
- 秋田県道192号釈迦内花岡白沢線
- 花岡郵便局
- 秋田県立大館工業高等学校
- エコシステム秋田 廃液処理場 - DOWAホールディングス傘下企業[5]。

## 隣の駅
同和鉱業
花岡線
松峯駅 - 花岡駅